# Agathosma mundtii
Agathosma mundtii là một loài thực vật có hoa trong họ Cửu lý hương. Loài này được Cham. & Schltdl. mô tả khoa học đầu tiên năm 1830.